# Valse de l'adieu
Pour le film, voir La Valse de l'adieu.
La Valse en la bémol majeur, op. 69 no 1 de Chopin, ou Valse de l'adieu est une valse pour piano seul composée en 1835 par Frédéric Chopin, et publiée à titre posthume en 1855 par son ami Julian Fontana.

## Histoire
Frédéric Chopin (1810-1849) naît en Pologne où il commence sa carrière à Varsovie, avant de s'installer définitivement à Paris en 1831, où il devient rapidement un des plus importants pianistes virtuoses et compositeurs de musique classique de la période romantique du XIXe siècle.
Il compose cette valse romantique en 1835, à l'âge de vingt-cinq ans, à la fois joyeuse, amoureuse, mélancolique, et nostalgique. Il la dédicace alors et l'offre, à titre d'adieu, à Dresde en Allemagne, à sa fiancée Mlle Maria Wodzińska, restée avec sa famille à Varsovie,,,. Une seconde version de sa composition est dédicacée en 1837 à son élève russe Mlle la comtesse Eliza Peruzzi, et une troisième version, détenue par la Bibliothèque nationale de France de Paris, est dédiée en 1842 à son élève Mlle la baronne Charlotte de Rothschild. Il partage la vie mondaine de la romancière George Sand de 1838 à 1847.
Inédite du vivant de Chopin, elle est publiée six ans après sa disparition, à titre posthume, en 1855, par son ami de jeunesse Julian Fontana.

## Au cinéma, musique de film
- 1928 : La Valse de l'adieu, d'Henry Roussell, film inspiré de l'histoire d'amour entre Frédéric Chopin et Maria Wodzińska.